# Siamites deharvengi
Siamites deharvengi is een keversoort uit de familie van de kortschildkevers (Staphylinidae). De wetenschappelijke naam van de soort werd voor het eerst geldig gepubliceerd in 2017 door Jałoszyński.